# C/2003 K4 (LINEAR)
C/2003 K4 (LINEAR) ist ein Komet, der 2003 entdeckt wurde, als er noch weiter von der Sonne entfernt war als der Planet Jupiter. Er erreichte im Sommer 2004 eine Helligkeit an der Schwelle zur Beobachtbarkeit mit dem bloßem Auge.

## Entdeckung und Beobachtung
Ein zunächst für einen Asteroiden gehaltenes Objekt wurde am frühen Morgen des 28. Mai 2003 (Ortszeit) im Rahmen des Lincoln Near Earth Asteroid Research (LINEAR) an der Lincoln Laboratory’s Experimental Test Site (ETS) bei Socorro in New Mexico bei einer Helligkeit von etwa 18 mag entdeckt. Bereits am folgenden Tag konnten zwei Beobachter in Kalifornien und Arizona eine Koma feststellen, so dass die kometarische Natur des Objekts feststand. Zum Zeitpunkt seiner Entdeckung war der Komet noch 6,1 AE von der Sonne und fast ebenso weit von der Erde entfernt.
Anfang August 2003 hatte die Helligkeit 16 mag erreicht. Die ersten visuellen Beobachtungen an Teleskopen gelangen im Februar 2004. Die Helligkeit nahm zuerst nur langsam zu und erreichte Ende Mai 10 mag, stieg dann jedoch bis Mitte Juni rasch an auf 8 mag und erreichte Ende des Monats bereits 7 mag. Um diese Zeit begann sich auch ein Schweif zu entwickeln, der bis Januar 2005 bestand und eine maximale Länge von etwas mehr als 1° erreichte.
Mitte Juli 2004 erfolgte eine Sichtung mit bloßem Auge durch einen Beobachter in Spanien. Bis in den August hinein verharrte die Helligkeit bei 6,5 mag, die Beobachtung auf der Nordhalbkugel wurde jedoch schwieriger, weil der Komet nur noch kurz in der Abenddämmerung dicht über dem westlichen Horizont zu sehen war. Vom 27. September bis 14. Oktober durchquerte er das Sichtfeld des Weltraumteleskops SOHO mit einer geringeren Helligkeit als erwartet.
Auf der Südhalbkugel konnte der Komet dann Ende Oktober wieder bei etwa 7 mag am Morgenhimmel im Osten aufgefunden werden. Da er Ende September die Bahnebene der Erde durchquert hatte, konnte Mitte November auch ein Gegenschweif beobachtet werden. Weitere Beobachtungen mit Teleskopen gelangen Ende Februar 2005 bei etwa 10 mag und dann noch einmal Mitte Januar 2006 in Deutschland bei 13,5 mag.
Die Lichtkurve des Kometen zeigte in der zweiten Septemberhälfte 2004 einen plötzlichen Abfall um 2 mag. Möglicherweise kam die Aktivität im Kern zum Erliegen, was zu einer raschen Verringerung der Emission flüchtiger Stoffe führte, die dann für den Rest der Erscheinung in verringerter Menge anhielt. Die letzten Beobachtungen des Kometen gelangen am 17. November 2006 am Mauna-Kea-Observatorium auf Hawaiʻi und an einem Observatorium in Australien bei Helligkeiten von 17 bzw. 21 mag, als er bereits wieder 8,3 AE von der Sonne entfernt war.

## Wissenschaftliche Auswertung
Am 6. Juli und 9. September 2003 wurde der Komet LINEAR an der Piszkéstető-Station des Konkoly-Observatoriums in Ungarn beobachtet, als er mit 5,8 bzw. 5,1 AE noch einen ähnlichen Sonnenabstand besaß wie Jupiter. Für beide Zeitpunkte konnte die Produktionsrate von Staub bestimmt werden. Beobachtungen vom 29. Mai bis 18. Juli 2004 mit dem 1-m-Teleskop der Optical Ground Station (OGS) am Observatorio del Teide auf Teneriffa zeigten, dass ein einzelnes, breites Merkmal senkrecht zur Richtung des Schweifes die Koma dominierte. Auch hier konnte die Produktionsrate von Staub bestimmt werden.
Am 16. Juli 2004 wurden mit dem Spitzer-Weltraumteleskop Beobachtungen des Kometen im Infraroten durchgeführt. Es konnte die Produktionsrate von Wasser mit 7,2 t/s sowie ein Verhältnis von Ortho- zu Para-Zustand (OPR) von Wasser bestimmt werden, das einer Spintemperatur von 28,5 K entsprach. Am 7. Mai 2004 bei 2,6 AE Sonnenabstand und dann noch einmal am 19./20. November 2004 bei 1,2 AE Sonnenabstand wurde der Komet mit dem Very Large Telescope (VLT) am Paranal-Observatorium in Chile spektrographisch beobachtet. Aus den gewonnenen Spektren wurden die Isotopenverhältnisse 12C14N/12C15N und 12C14N/13C14N bei den unterschiedlichen Sonnenabständen bestimmt. Es wurden zwischen beiden Messungen keine signifikanten Unterschiede festgestellt, auch nicht zu den für andere Kometen ermittelten Werten. Die Stickstoffisotopenverhältnisse im CN-Radikal wichen aber in allen Fällen von den bei Messungen am Kometen C/1995 O1 (Hale-Bopp) erhaltenen Werten für Cyanwasserstoff (HCN) ab. Wenn sich diese Diskrepanz auch bei optischen und Radiobeobachtungen bestätigte, würde dies HCN als Hauptquelle von CN in Kometen ausschließen. Ebenfalls am 20. November 2004 wurde durch spektrographische Messungen am VLT das Verhältnis von Ortho- zu Para-Zustand (OPR) von NH2 bestimmt und daraus auf das OPR von Ammoniak (NH3) als Elternmolekül von NH2 geschlossen. Die korrespondierende Spintemperatur von NH3 liegt bei 28 K, was mit anderen Kometen und der bereits oben genannten Spintemperatur von Wasser übereinstimmt.
Am 3. Juni 2004 konnte der Komet mit dem Nançay-Radioobservatorium erstmals radioastronomisch beobachtet und die Produktionsrate des Hydroxyl-Radikals (OH) bestimmt werden. Der Komet zeigte eine stärkere Aktivität als erwartet und die Messungen wurden fortlaufend bis zum 13. November 2004 weitergeführt. Diese Beobachtungen wurden dann ab 27. November an das Submillimeter-Radioteleskop an Bord des Satelliten Odin übergeben, der die Emissionslinie von Wasser bei 557 GHz registrierte und daraus die Produktionsrate von Wasser bestimmte. Aufgrund eines stärkeren Signals als erwartet wurde die Odin-Überwachung bis 19. Februar 2005 verlängert und lieferte die bis dahin am weitesten entfernte bestätigte Entdeckung der 557-GHz-Linie von Wasser in einem Kometen bei 2,2 AE Sonnenabstand. Während des Beobachtungszeitraums nahm die Produktionsrate von Wasser von zunächst 6,5 t/s bis Mitte Januar 2005 auf 3,5 t/s bei einem Sonnenabstand von 1,8 AE ab, danach beschleunigte sich die Abnahme rapide, um dann gegen Ende der Messungen Mitte Februar nur noch bei 1,1 t/s zu liegen, was auf ein Ende der Wasserausgasung jenseits von 2 AE hindeutet.
Am 28. November 2004, etwa sechs Wochen nach seinem Periheldurchgang, wurde Komet LINEAR am Keck-Observatorium auf Hawaiʻi bei 1,3 AE Sonnenabstand spektrometrisch im Infraroten untersucht. Dabei konnten die sechs gasförmigen Spezies Wasser, Hydroxyl-Radikal (OH), Ethan (C2H6), Methanol (CH3OH), Methan (CH4) und Cyanwasserstoff (HCN) nachgewiesen und Obergrenzen für die drei Substanzen Formaldehyd (H2CO), Ethin (C2H2) und Ammoniak (NH3) ermittelt werden. Die Ergebnisse deuteten auf eine Wasserproduktionsrate von 5,1 t/s hin, was in angemessener Übereinstimmung mit den Produktionsraten von SOHO (am selben Tag), Odin (einen Tag früher) und Nançay (etwa zwei Wochen früher) steht. Die Häufigkeiten (relativ zu Wasser) für Methanol, Methan und Ethan stimmten mit den Durchschnittswerten unter Kometen der Oortschen Wolke überein, während die relativen Häufigkeiten von Ammoniak, Cyanwasserstoff, Formaldehyd und Ethin niedriger waren als die Durchschnittswerte in anderen Kometen aus der Oortschen Wolke. Die Rotationstemperaturen von Wasser, Ethan, Methanol und Methan in der inneren Koma stimmten mit 70 K alle überein. Das OPR von Wasser entsprach einer Spintemperatur von 39 K, was näherungsweise dem mit dem Spitzer-Weltraumteleskop erhaltenen Wert entspricht.
Aus archivierten Daten des Spitzer-Weltraumteleskops vom 16. Juli 2004 und 13. September 2005 bei 1,8 bzw. 4,5 AE Sonnenabstand des Kometen wurden thermische Modelle der Staubpartikel der Koma entwickelt, um aus den gemessenen spektroskopischen Daten deren Zusammensetzung zu bestimmen. Für Komet LINEAR wurde bei der größeren Sonnennähe eine Zusammensetzung aus amorphem Kohlenstoff, Pyroxen und kristallinem Orthopyroxen mit einem höheren Kohlenstoffanteil gefunden, während beim größeren Sonnenabstand die Zusammensetzung des Staubs eher durch amorphes Olivin, Kohlenstoff und Pyroxen bestimmt war mit einem deutlich geringeren Kohlenstoffanteil.
Da für den Kometen hinreichende Daten vorlagen über die auf ihn einwirkenden nicht-gravitativen Kräfte durch Ausgasung insbesondere von Wasser und ebenso über die Menge an sublimierendem Wasser (für den Kometen während eines Sonnenabstands von <3 AE im Mittel bei 2,1∙1029 Molekülen pro Sekunde, entsprechend etwa 6,2 t/s), konnte in einer Untersuchung von 2022 der Durchmesser des Kometenkerns mit zwei verschiedenen Methoden abgeschätzt werden. Es wurde dafür ein Wert von 5,7 ± 1,3 km gefunden.

## Umlaufbahn
Für den Kometen konnte aus 3625 Beobachtungsdaten über einen Zeitraum von 3 ½ Jahren eine hyperbolische Umlaufbahn bestimmt werden, die um rund 134° gegen die Ekliptik geneigt ist. Die Bahn des Kometen verläuft damit schräg gestellt gegen die Bahnebenen der Planeten und er durchläuft seine Bahn gegenläufig (retrograd) zu ihnen. Im sonnennächsten Punkt (Perihel), den der Komet am 13. Oktober 2004 durchlaufen hat, befand er etwa 153,1 Mio. km von der Sonne, also nur wenig weiter entfernt als die Erde. Während seiner Passage des inneren Sonnensystems erfuhr der Komet eine Anzahl von teilweise relativ nahen Vorbeigängen an den Planeten:
| Datum             | Planet  | Min. Abstand (in AE) |
| ----------------- | ------- | -------------------- |
| August 2000       | Uranus  | 12,7                 |
| 6. Oktober 2004   | Jupiter | 4,5                  |
| 8. Oktober 2004   | Mars    | 0,68                 |
| 8. November 2004  | Venus   | 0,72                 |
| 23. Dezember 2004 | Erde    | 1,15                 |
| 8. Februar 2005   | Saturn  | 7,9                  |
| Januar 2014       | Uranus  | 5,8                  |
| Dezember 2024     | Neptun  | 16,2                 |

Die größte Annäherung an die Erde entspricht einer Entfernung von etwa 172,4 Mio. km.
In der Nähe des absteigenden Knotens seiner Bahn bewegte sich der Komet am 29. September 2004 in geringem Abstand zur Umlaufbahn der Erde, nämlich nur etwa 7,45 Mio. km (0,050 AE) außerhalb davon. Die Erde hatte diese Stelle ihrer Bahn allerdings bereits fast ein halbes Jahr zuvor Anfang April passiert und befand sich zu dieser Zeit etwa 2 AE entfernt fast an der gegenüberliegenden Stelle ihrer Umlaufbahn.
Nach den Bahnelementen, wie sie in der JPL Small-Body Database angegeben sind und die auch nicht-gravitative Kräfte auf den Kometen berücksichtigen, bewegte sich der Komet lange vor seiner Annäherung an das innere Sonnensystem noch auf einer elliptischen Bahn mit einer Exzentrizität von 0,999965 und einer Großen Halbachse von etwa 29.500 AE (fast 0,5 Lichtjahre), so dass seine Umlaufzeit bei 5,1 Mio. Jahren lag. Durch die Anziehungskraft der Planeten und die Ausgasungseffekte in Sonnennähe wird seine Bahnexzentrizität auf 1,00013 vergrößert, so dass er das Sonnensystem auf einer hyperbolischen Bahn verlassen wird.
Bereits in einer Untersuchung von 2010 hatten M. Królikowska und P. A. Dybczyński gravitative und nicht-gravitative Bahnelemente aus 3658 Beobachtungsdaten des Kometen über den gesamten Beobachtungszeitraum von Mai 2003 bis November 2006 ermittelt. Außerdem bestimmten sie Werte für die ursprüngliche und zukünftige Bahnform vor bzw. nach dem Durchgang durch das innere Sonnensystem. Sie fanden, dass bei diesem Kometen eine Berücksichtigung nicht-gravitativer Kräfte zu wesentlich besseren Ergebnissen als eine rein gravitative Berechnung führt. Nach ihren damaligen Berechnungen, die auch die Gravitationswirkung der Milchstraße berücksichtigten, bewegte sich der Komet vor seiner Annäherung an die Sonne noch auf einer elliptischen Bahn mit einer Großen Halbachse von etwa 32.500 AE und war nur mit einer Wahrscheinlichkeit von 25 % ein „dynamisch neuer“ Komet. Seine zukünftige Bahn würde hyperbolisch mit einer Exzentrizität von etwa 1,00012 sein.
In einer neuen Untersuchung aus dem Jahr 2014 konnte M. Królikowska dann zeigen, dass man noch bessere Ergebnisse erhält, wenn man nicht die Daten aus dem gesamten Beobachtungszeitraum zur Berechnung verwendet, sondern nur etwa die Hälfte davon, bei denen der Komet noch einen größeren Abstand von der Sonne hatte. Aus dem auf dieser Grundlage berechneten Satz von nicht-gravitativen Bahnelementen (Modell „d6“) folgte, dass sich der Komet vor seiner Annäherung an die Sonne auf einer elliptischen Bahn mit einer Exzentrizität von etwa 0,999948 und einer Großen Halbachse von etwa 19.600 AE (Unsicherheit ±3 %) bewegte, die Umlaufzeit lag bei 2,7 Mio. Jahren. Der Komet hätte sich unter Berücksichtigung der Gravitationswirkung der Milchstraße und insbesondere benachbarter Sterne bei seinem letzten Periheldurchgang mit großer Wahrscheinlich nicht näher als 20 AE an der Sonne befunden, sondern möglicherweise 110 ± 70 AE von ihr entfernt. Für die zukünftige Bahn bestimmte sie wieder eine hyperbolische Charakteristik mit einer Exzentrizität von 1,00019.